# Archidiocèse de Ciudad Bolívar
L'archidiocèse de Ciudad Bolívar (en latin : Archidioecesis Civitatis Bolivarensis ; en espagnol : Arquidiócesis de Ciudad Bolívar) est un archidiocèse de l'Église catholique du Venezuela.

## Territoire

provinces ecclésiastiques du Venezuela.
Archidiocèse de Ciudad Bolívar
Suffragants

L'archidiocèse se situe dans une partie de l'État de Bolívar, l'autre partie de cet État est partagé par le diocèse de Ciudad Guayana et le vicariat apostolique de Caroní. Il a son siège épiscopal à Ciudad Bolívar où se situe la cathédrale Saint Thomas et possède deux diocèses suffragants : Ciudad Guayana et Maturín. Son territoire a une superficie de 109 769 km2 divisé en 25 paroisses.

## Histoire
Le diocèse de Santo Tomás de Guayana est érigé le 20 mai 1790 par Pie VI en prenant une partie des possessions de l'archidiocèse de San Juan de Puerto Rico ; le nouveau diocèse devient suffragant de l'archidiocèse de Saint-Domingue ; il passe ensuite sous juridiction de la province de l'archidiocèse de Caracas en vertu de la bulle pontificale In universalis Ecclesiae regimine du pape Pie VII.
Il cède une partie de son territoire le 23 février 1818 pour la création du vicariat apostolique de Trinidad aujourd'hui archidiocèse de Port-d'Espagne et le 12 octobre 1922, pour la création du diocèse de Cumaná, aujourd'hui archidiocèse.
Le 2 janvier 1953, il change son nom de Santo Tomás de Guayana pour celui de diocèse de Ciudad Bolivar. Le 7 juin 1954 et le 24 mai 1958, il abandonne des portions de sa circonscription pour la création des diocèses de Barcelona et de Maturín.
Le 21 juin 1958, il est élevé au rang d'archidiocèse métropolitain par la bulle Magna quidem du pape Pie XII. Le 20 août 1979, il concède une grande partie de son territoire pour la création du diocèse de Ciudad Guayana ; le 25 mars 1988, il reçoit quelques possessions à la suite d'un changement substantiel des limites diocésaines.

## Evêques
- Francisco de Ibarra y Herrera (1791-1798)
- José Antonio García Mohedano (1800-1804)
- Mariano Talavera y Garcés (1828-1842)
- Mariano Fernández Fortique (1841-1854)
- José Manuel Arroyo y Niño (1856-1884)
- Manuel Felipe Rodríguez Delgado (1885-1887)
- Antonio María Durán (1891-1917)
- Sixto Sosa Díaz (1918-1923) nommé évêque de Cumaná
- Miguel Antonio Mejía (1923-1947)

## Archevêques
- Juan José Bernal Ortiz (1949-1965)
- Crisanto Darío Mata Cova (1966-1986)
- Medardo Luis Luzardo Romero (1986-2011)
- Ulises Antonio Gutiérrez Reyes, O.de M (2011-)

## Sources
- http://www.catholic-hierarchy.org
- blog en espagnol